# Цыгановка (городской округ город Первомайск)
Цыгановка — деревня в городском округе Первомайск Нижегородской области России.

## География
Деревня находится на левом берегу реки Алатырь.

### Часовой пояс
Деревня Цыгановка, как и вся Нижегородская область, находится в часовой зоне МСК (московское время). Смещение применяемого времени относительно UTC составляет +3:00.

## Население
| 2002 | 2010 |
| ---- | ---- |
| 7    | ↘2   |

## Улицы
В деревне имеется одна улица — Нагорная.